# 布拉格的杰罗姆
布拉格的哲罗姆（捷克語： 1365年—1416年5月30日）捷克经院哲学家、神学家、改革家、教授，曾在布拉格查理大学和牛津大学学习，扬·胡斯的主要追随者，因异端的罪名在康士坦斯大公会议被烧死。

## 早期生活及教育
哲羅姆出生於波希米亞王國（現在的捷克共和國）布拉格，1398年自布拉格查爾斯大學畢業後進入牛津大學，在那裡他第一次接觸了約翰·威克利夫的改革教義。他是一位哲學家、神學家、大學教授和教會改革家，他一生致力於根除那些他發現腐敗的教會教義和教條，也經常進出監獄。甚至他激進的思想最終導致他成為教會的異端被處決而死亡，使他成為新教改革的烈士和胡斯派的追隨者。[需要引用]
他受過良好的教育，一生大部分時間在各國間往返，試圖遊說各個城市宗教改革。他的殉道如同胡斯，被認定是因為對當時腐敗的天主教教廷的批評所造成。
之後哲羅姆在巴黎、科隆和海德堡大學任教，但被指控在所有這些大學都是異端邪說，被迫返回波希米亞。他一生大部分時間都在各所大學間旅行，但經常回到波希米亞，在那裡他幾乎沒有受到任何起訴，並因為他的修辭和演講技巧受到了民眾的讚揚。他經常喚醒公眾參加反對教會的示威，儘管這些示威有時結束得很糟糕。1401年，他回到布拉格，並於隔年訪問了英國，在牛津大學，他複製了約翰·威克利夫的《對話》和《審判》，從而表明了他對羅拉德派的興趣。他成為現實主義的熱心和直言不諱威克理夫的倡導者。 1403年，他去了耶路撒冷，1405年去了巴黎。哲羅姆在那裡獲得了碩士學位，但让·热尔松把他趕了出去。1406年，他在科隆大學獲得了同樣的學位，稍後在海德堡大學獲得了同樣的學位。
1408年和1409年期間在布拉格，哲羅姆所倡議的神學觀及抨擊使他得接受反對。1410年1月初，他發表了一篇謹慎的演講，支持威微克理夫的神學觀點。四年後在康斯坦茨會議上，這段持被引用了，成了對他不利的證詞。1410年3月，教皇詔書發布反對威克利夫的著作，哲羅姆被指控偏袒異端學說，被監禁在維也納，但隨後他設法逃到了摩拉維亞。為此，他被克拉科夫主教逐出教會。回到布拉格，並以胡斯的改革倡導者公開露面。

## 理念倡導行動
哲羅姆的思想受教會改革家威克理夫和胡斯影響，成為他們意識形態的追隨者，傾向於教授與羅馬天主教教義有關的激進思想，即基督徒無需透過教會或神職人員即可直接獲得上帝的引導。 他教導個人應該服從於耶穌的直接教義，包含直接從聖經領受，而這些理念與當時天主教會的教義相沖突，以至於他必須不斷逃避教會的逼迫。
哲羅姆在巴黎、維也納、布拉格以及介於兩者之間煽動公眾示威；這些大多發生在哲羅姆所任教的大學城市。在大學任教使哲羅姆能夠接觸到廣泛的受眾。